# Ґреґор Вільгельм Ніч
Ґреґор Вільгельм Ніч (нім. Gregor Wilhelm Nitzsch; 22 листопада 1790, Віттенберг — 22 липня 1861, Лейпциг) — німецький класичний філолог.

## Біографія
Ґреґор народився в місті Віттенберзі. Його батько протестантський богослов — Карл Людвіг Ніч; перед народженням свого сина, Карл Людвіг був пастором і суперінтендентом в Борні ; а коли народився Ґреґор в 1790 році, то Карл Людвіг став професором в Віттенберзі ; пізніше Карл Людвіг в 1817 році був першим директором Королівської прусської Євангельської Семінарії Богослов'я у Віттенберзі. Матір'ю Ґреґора Вільгельма була Луїза Елеонора Гаттлібе Вернсдорф (нім. Luise Elenore Gottliebe Wernsdorf). Старшими братами Ґреґора Вільгельма були Християн Людвіг Ніч — зоолог і Карл Еммануель Ніч— відомий протестантський богослов і письменник.
Ґреґор навчався в Земельній школі Пфорта з 1806 по 1812 рік, після закінчення школи Ґреґор вступив у Віттенбергський університет, щоб вивчати богослів'я, проте в подальшому Ґреґора зацікавила більше класична філологія.
Під час Війни шостої коаліції Ґреґор брав участь у бойових діях під Фландрією і Північною Францією, після закінчення війни і демобілізації Ґреґор, в червні 1814 року, став викладачем у Віттенбергському коледжі. У 1817 році Ніч переїхав Цербст, де в гімназії «Francisceum» він — викладач і заступник директора — «конректор» (нім. Konrektor). У 1820 році Ґреґор повернувся як проректор в школу Віттенберга.
Ґреґор Вільгельм почав публікувати свої перші роботи з філології, а в 1827 році він був запрошений і став професором на катедрі класичної філології і красномовства в Кільському університеті, де він викладав античну літературу, в тому ж році Ґреґор став доктором філології.
Він організував місцевий семінар з концепцією нового християнського гуманізму і займав посаду інспектора в Шлезвіг-Ґольштейн. У 1837 році він вступив до Товариства наук в Геттінгені, в 1836 році став членом Датської королівської академії наук. Під час революції 1848 року Ніч залишив своє місце в академії наук і відмовився від Орден Данеброг, демонструючи свою пронімецьку позицію, за це данський уряд вигнав Ніча в 1852 році з Кільського університету. У зимовому семестрі 1852 року Ніч стає професором Лейпцигського університету, де викладав античну літературу до своєї смерті. Син Ґреґора — Карл Вільгельм Ніч (1818—1880) — німецький історик. Ніч в своїх дослідженнях детально вивчив структуру поем Гомера Іліада і Одіссея.

## Твори
- Platonischer Dialog Ion. 1822
- Quaestiones Homericae. 1824
- Erklärenden Anmerkungen zu Homers Odyssee. 3 Bände, 1826—1840. Band 2 [Архівовано 9 квітня 2016 у Wayback Machine.] ; Band 3
- De historia Homeri maximeque de scriptorum carminum aetate meletemata 1830-1837.
- Die Heldensage der Griechen nach ihrer natürlichen Geltung. 1841. — * Die Sagenpoesie der Griechen kritisch dargestellt. 3 Bände 1852. Band 3 [Архівовано 5 квітня 2016 у Wayback Machine.]
- Betrachtung zur Geschichte der epischen Poesie der Griechen. 1862.